# Arthur Pokrzywinski
Arthur Pokrzywinski (* 8. Januar 1906 in Kallinchen; † 14. Juli 1951 in Schönefeld) gehört zu den Todesopfern des DDR-Grenzregimes vor dem Bau der Berliner Mauer. Er wurde bei einem Fluchtversuch nach einer Festnahme erschossen.

## Todesumstände
Arthur Pokrzywinski war im Kreis Teltow geboren und wohnte in Töpchin, südlich von Mittenwalde.
Am Vormittag des 14. Juli 1951 wurde Arthur Pokrzywinski von Polizisten des Grenzkommandos Berlin-Schönefeld wegen „Verstoßes gegen das Gesetz zum Schutz des innerdeutschen Handels und versuchter Bestechung“ verhaftet. Sie brachten ihn zum Grenzkommando Schönefeld, von wo er flüchten konnte. Zwei Grenzpolizisten nahmen seine Verfolgung auf. Pokrzywinski lief durch den Ort Schönefeld in Richtung Rudow, das schon zu West-Berlin gehörte. Einer der beiden Grenzpolizisten stellte ihn etwa 400 Meter vor der Grenze zu West-Berlin. Pokrzywinski soll versucht haben, dem Grenzpolizisten die Pistole abzunehmen und es kam zu einem Handgemenge. Der Polizist meldete seinen Vorgesetzten, er sei dabei Pokrzywinski unterlegen gewesen und erst als er keine andere Möglichkeit mehr hatte, habe er geschossen. Arthur Pokrzywinski erlitt einen tödlichen Kopfschuss.